# Vácegres
Vácegres is een plaats (község) en gemeente in het Hongaarse comitaat Pest. Vácegres telt 898 inwoners (2001).